# Ergometrina
Ergometrina (otros nombres incluyen ergonovina y d- ácido lisérgico beta-propanolamida), es una ergolina (y lisergamida) derivado, y uno de los principales alcaloides de la ergotamina y gloria de la mañana. Es químicamente similar a la dietilamida de ácido lisérgico (LSD), ergina, y ácido lisérgico.
Se encuentra en la Lista de Medicamentos Esenciales de la Organización Mundial de la Salud, una lista de los medicamentos más importantes que se necesitan en un básico sistema de salud.

## El uso médico
Tiene un uso médico en obstetricia para facilitar la entrega de la placenta y prevenir el sangrado después del parto haciendo que los vasos sanguíneos de paredes del músculo liso del tejido se reduzcan, lo que reduce el flujo de sangre. Por lo general se combina con la oxitocina (Syntocinon) como sintometrina.
Puede inducir el espasmo de las arterias coronarias. Se utiliza para diagnosticar la angina variante (de Prinzmetal).

## Efectos secundarios
Posibles efectos secundarios incluyen náuseas, vómitos, dolor abdominal, diarrea, dolor de cabeza, mareos, tinnitus, dolor en el pecho, palpitaciones, bradicardia, hipertensión transitoria y otras arritmias cardíacas, disnea, erupciones cutáneas, y shock. La sobredosis produce una intoxicación característica, ergotismo o "fuego de San Antonio": prolongando vasoespasmo resultando en gangrena y amputaciones; alucinaciones y demencia; y abortos. Trastornos gastrointestinales como diarrea, náuseas y vómitos, son comunes. El fármaco está contraindicado en el embarazo, enfermedad vascular, y la psicosis.

## Mecanismo de acción
Actúa sobre receptores alfa-adrenérgicos, dopaminérgicos y de serotonina (específicamente sobre el receptor 5-HT2). Además ejerce sobre el útero y otros músculos lisos, un potente efecto estimulante que no está claramente asociado con un receptor específico.

## Historia
Las propiedades farmacológicas del ergot se conocen y han sido utilizadas por matronas durante siglos, pero no han sido estudiadas y publicadas en profundidad hasta principios del siglo XX. Sin embargo, sus efectos abortivos y peligrosidad hizo que solo se prescribiera con precaución como tratamiento de la hemorragia posparto.
La ergometrina fue obtenida por primera vez por el químico C. Moir y H. W. Dudley en 1935. Caroline De Costa ha discutido que el uso de la ergometrina como profiláctico y como tratamiento de las hemorragias, contribuyó al descenso de la tasa de mortalidad materna en el Oeste durante principios del siglo XX.

## Estado legal
La ergometrina está incluida en la Tabla I de la Convención en contra del tráfico ilícito de drogas narcóticas y sustancias psicotrópicas de las Naciones Unidas, como posible precursor componente del LSD. Como derivado N-alquil de la lisergamida, la ergometrina está registrada en el Acta de Abuso de Drogas 1971 llevado a cabo por el Parlamento del Reino Unido, permaneciendo ilegal en el Reino Unido.

## Química
La ergometrina se puede sintetizar por esterificación de D - ácido lisérgico usando 2-aminopropanol en dimetilformamida y el tratamiento directo de la mezcla de reacción con fosgeno.